# Сан-Антонио-де-Итати

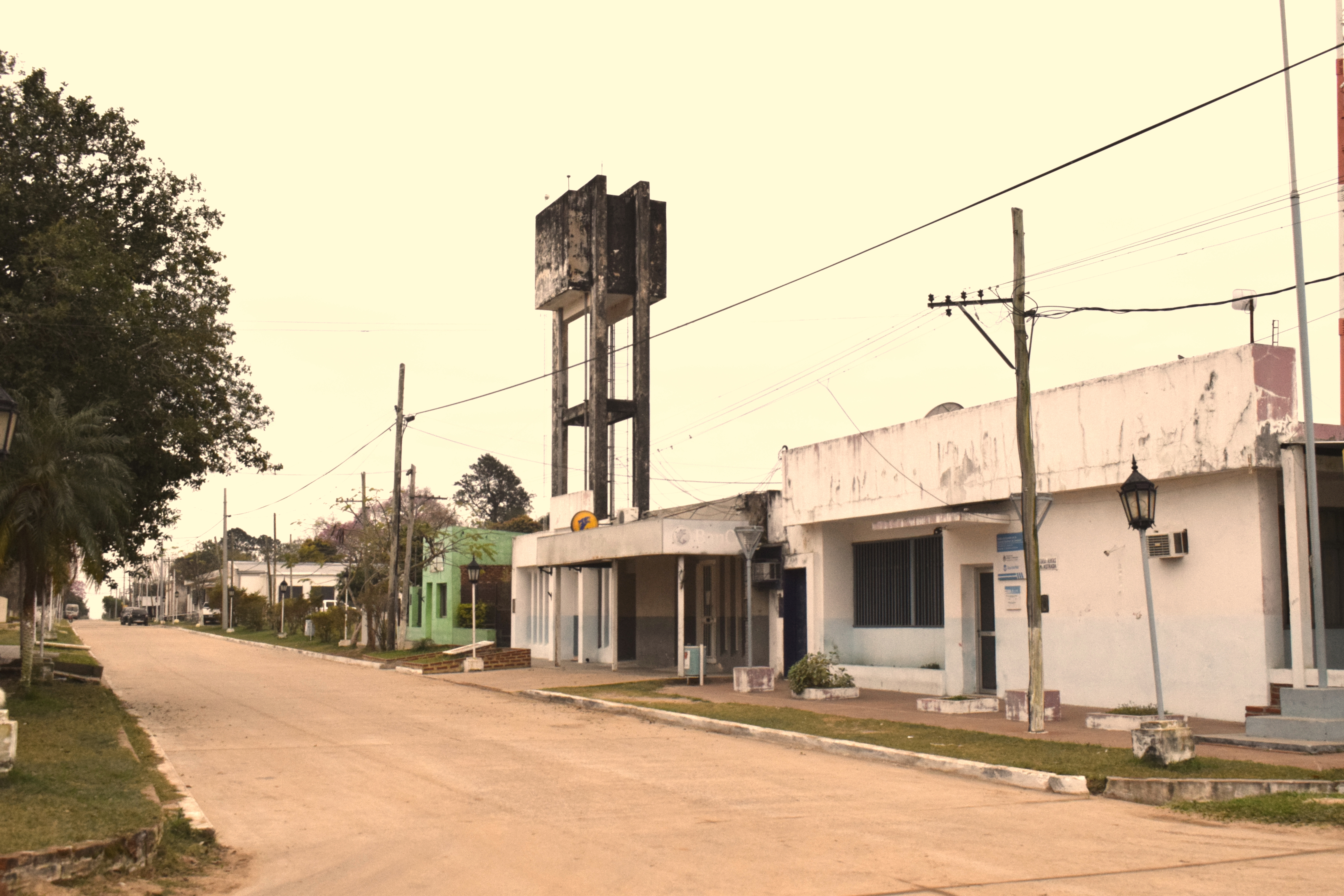

Сан-Антонио-де-Итати (исп. San Antonio de Itatí) — город на северо-востоке Аргентины в провинции Корриентес. Административный центр департамента Берон-де-Астрада.
С 1910 по 2013 года носил название Берон-де-Астрада.
Расположен на севере провинции в 151 км от административного центра провинции города Корриентес.